# Embuvage
La longueur d'un tissu fini est toujours inférieure à la longueur de la chaine car le croisement des fils de chaine avec la trame consomme de la longueur. Cette différence est l'embuvage et s'exprime en %. L'embuvage peut être assimilé à "l'ondulation" des fils au sein du tissu. 
L'embuvage E croît avec la densité du tissage (Compte en chaine). Il est défini en pourcentage de la façon suivante :
{\displaystyle E={\frac {{L}-{L_{0}}}{L_{0}}}\times 100}
où L est la longueur du fil dans le tissu et L0  est la longueur du fil rectiligne. Un embuvage de 0 % correspondant théoriquement à un fil totalement tendu (fil de chaîne),,.